# Aroer del Nègueb
|  | Per a altres significats, vegeu «Aroer». |

Aroer del Nègueb (en hebreu, ערערה בנגב) és un consell local del districte del Sud d'Israel. La ciutat es fundà el 1982 com a part d'un projecte del govern israelià per a fer que els beduïns nòmades àrabs s'establissin en poblacions permanents. L'any 2002, l'Oficina Central d'Estadística d'Israel (CBS) va publicar un estudi en què es deia que Aroer era el cinquè municipi més pobre d'Israel.

## Història

### Època bíblica
Aroer apareix a la Bíblia. El rei David va enviar-hi regals després que recuperés tot el que els amalequites havien saquejat a Siclag (1r Samuel 30,28). També és la ciutat natal de dos dels soldats de David: Xamà i Jeiel, fills d'Hotam d'Aroer (1r Cròniques 11,44).

### Troballes arqueològiques
L'any 1975 es van trobar algunes restes arqueològiques prop de la ciutat. Els jaciments, anomenats Tel Aroer, es van excavar en dues etapes: del 1976 al 1978 i del 1980 al 1982.
En una àrea d'unes dues hectàrees s'hi van trobar unes de les restes més importants de l'edat del ferro al Nègueb. Daten dels segles VIII, VII i VI aC i consisteixen en recipients de ceràmica, figures i diverses inscripcions en molt bon estat.